# 莫斯可漩渦沉溺記
《默斯肯漩渦沉溺記》是一部由愛倫·坡於1841年所著的短篇小說，當時發佈在女性雜誌Graham's Magazine上。

## 故事簡介
主角到挪威附近旅行，嚮導帶主角到懸崖邊參觀，並告訴主角一個關於莫斯可漩渦的故事。三年前嚮導三兄弟一同出海捕魚，在經過莫斯可漩渦時，突然遇上大風暴，弟弟最先被風暴吹走，船隻亦無法航行，結果同時碰上莫斯可漩渦，船隻不斷隨著漩渦打轉，嚮導當時發現圓柱體物件下沉的速度較慢，於是將自己綁在木桶上，然後跳離船隻，最終嚮導獲救，其哥哥則葬身大海。

## 相關
- 《三体III：死神永生》曾經提及